# Wellington Moura
Wellington de Souza Moura (Santos, 22 de janeiro de 1979) é um político brasileiro filiado ao Republicanos. Atualmente está sem mandato.
Em março de 2019, propôs a CPI das Universidades públicas estaduais de São Paulo.
Nas eleições de 2018 foi reeleito deputado estadual com 80.271 votos. Nas eleições de 2022 não disputou a reeleição ao cargo de deputado estadual para se dedicar a coordenação de campanha do candidato ao governo do estado de São Paulo Tarcísio Gomes de Freitas.
Em 18 de maio de 2022, Wellington Moura disse em uma sessão da Assembleia Legislativa de São Paulo (Alesp) para a deputada estadual negra Mônica Seixas do PSOL que iria colocar um "cabresto em sua boca".